# Michael Kubiciel
Michael Kubiciel (* 1. Mai 1973 in Aachen) ist ein deutscher Rechtswissenschaftler. Er ist Professor für Deutsches, Europäisches und Internationales Strafrecht, Strafprozessrecht, Wirtschafts- und Medizinstrafrecht an der Universität Augsburg. Er ist freier Autor der Frankfurter Allgemeinen Zeitung und publiziert regelmäßig in anderen großen deutschen Tageszeitungen, ihren Online-Angeboten sowie auf dem Verfassungsblog.

## Biografie
Kubiciel besuchte die Katholische Grundschule in Beggendorf und das Gymnasium der Stadt Baesweiler. Nach seinem Zivildienst studierte er Rechtswissenschaft an der Rheinischen Friedrich-Wilhelms-Universität Bonn (1993–1995), der Universität Granada (1996/1997) und der Albert-Ludwigs-Universität Freiburg im Breisgau (bis 1999). Während seiner Zeit als Assistent von Albin Eser am Freiburger Max-Planck-Institut für ausländisches und internationales Strafrecht promovierte er zu einem kartellrechtlichen Thema (2002). Nach dem Referendariat in Berlin und Straßburg (2001–2003) war er als Strafverteidiger tätig. Von 2005 bis 2012 war er wissenschaftlicher Assistent von Michael Pawlik und Privatdozent an der Universität Regensburg.
2012 habilitierte er sich an der Universität Regensburg, die ihm die venia legendi für Deutsches und Europäisches Strafrecht, Strafprozessrecht, Rechtsphilosophie und Strafrechtsvergleichung verlieh. 2013 berief ihn die Universität zu Köln auf den Lehrstuhl für Strafrecht, Strafrechtstheorie und Strafrechtsvergleichung. Von 2014 bis 2017 war er dort geschäftsführender Direktor des Instituts für Strafrecht und Strafprozessrecht. 2017 folgte er einem Ruf an die Universität Augsburg.

## Tätigkeit
Kubiciel befasst sich hauptsächlich mit dem Besonderen Teil des Strafrechts, dem Wirtschafts- und Medizinstrafrecht sowie den (ideengeschichtlichen und verfassungsrechtlichen) Grundlagen des Strafrechts. In seiner (auch ins Spanische übersetzten) Monographie „Die Wissenschaft vom Besonderen Teil des Strafrechts“ analysiert Kubiciel die methodischen und rechtstheoretischen Grundlagen des Besonderen Teils.
In den letzten Jahren ist das Wirtschafts- und Medizinstrafrecht in den Fokus seiner Tätigkeit geraten. Dabei arbeitet Kubiciel an der Schnittstelle von Theorie und Politik. Kubiciel berät seit den 2000er Jahren internationale Organisationen wie den Europarat (2002–2003) und die Vereinten Nationen (2005–2007) zu Fragen der Korruptionsbekämpfung. Von Oktober 2012 bis Ende 2018 fungierte er als National Research Correspondent der Europäischen Kommission im Zusammenhang mit den EU Anti-Corruption Reports.
In den vergangenen Jahren war er häufig als Sachverständiger für den Deutschen Bundestag sowie verschiedene Landtage tätig. Der von ihm mitverfasste Kölner Entwurf eines Verbandssanktionengesetzes schlug sich im Koalitionsvertrag der 19. Wahlperiode des Bundestages nieder, wurde aber nicht umgesetzt. 2020 evaluierte Kubiciel im Auftrag des Deutschen Bundestages mit Elisa Hoven das Anti-Doping-Gesetz.
Im Mai 2023 fungierte er in einem Verfassungsbeschwerdeverfahren vor dem Bundesverfassungsgericht zur umstrittenen Änderung der Wiederaufnahme des Verfahrens zuungunsten des Angeklagten als Prozessbevollmächtigter der CDU/CSU-Fraktion im Bundestag.
Kubiciel hat in den letzten Jahren unter anderem als Keynote-Speaker bei Veranstaltungen der deutschen Präsidentschaft der G20, dem European Forum in Alpbach und der Europäischen Präsidentenkonferenz Wien referiert. Aufsätze und Bücher von Kubiciel sind ins Spanische, Chinesische und Japanische übersetzt worden. Forschungsaufenthalte und Gastdozenturen führten ihn an die Universidad Pompeu Fabra (Barcelona), die KU Leuven (Belgien) und die Universität Luxemburg. Er hat die Habilitationsprojekte des Göttinger Kriminologen Alexander Baur sowie des Freiburger Strafrechtsprofessors Matthias Wachter betreut.

## Positionen
Bei der rechtspolitischen Diskussion nach dem Anschlag auf den Berliner Weihnachtsmarkt an der Gedächtniskirche vertrat Kubiciel die Position, dass außerstrafrechtliche Eingriffsbefugnisse zur Terrorbekämpfung notwendig seien, da die strafrechtlichen Regelungen zu kurz griffen und diese aus rechtsstaatlichen Gründen nicht ausgedehnt werden dürften.
Kubiciel verteidigte das Gesetz zur Verbesserung der Rechtsdurchsetzung in sozialen Netzwerken und den Digital Services Act, kritisierte aber Ansätze zur Pönalisierung illegaler Handelsplattformen als zu weitgehend.
Während der COVID-19-Pandemie plädierte er gemeinsam mit anderen Strafrechtlern für eine gesetzliche Flankierung der Triage, die Ärztinnen und Ärzten die Möglichkeit rechtmäßiger anstatt bloß entschuldigter Priorisierungsentscheidungen eröffnet.

## Ehrungen
- 2016: Verleihung der Ehrendoktorwürde durch die Universidad San Pedro (Peru)
- 2013: Habilitationspreis der Freunde der Universität Regensburg
- 2011: Preis für gute Lehre des Freistaates Bayern

## Werke (Auswahl)
- Die Wissenschaft vom Besonderen Teil des Strafrechts. Ihre Aufgaben, ihre Methoden, Vittorio Klostermann, Frankfurt a. M. 2013
- Institutions against Corruption – A Comparative Study of National Anti-Corruption Strategies, mit Eser, Nomos Verlag, Baden-Baden 2005
- Verhaltensbeschränkungen marktbeherrschender Unternehmen durch § 19 GWB, Duncker&Humblot, Berlin 2003
- Corrupcion, compliance y responsiblidad penal de la empresas, mit Carrion, Editores del centro, Lima, 2020
- Zukunftsperspektiven des Strafrechts. Symposium zum 70. Geburtstag von Thomas Weigend, hrsg. mit Hoven, Nomos 2020
- Strafrecht zwischen Novemberrevolution und Republik, hrsg. mit Koch, Löhnig, Mohr Siebeck, 2020
- Eine gewaltige Erscheinung des positiven Rechts. Die Rechts- und Straftheorie Karl Bindings, hrsg. mit Löhnig, Pawlik, u. a., Mohr Siebeck, 2020
- The United Nations Convention Against Corruption. A Commentary, hrsg. mit Rose, Landwehr, Oxford University Press, 2019
- Korruption im Sport, hrsg. mit Hoven, Nomos 2018
- Korruption im Gesundheitswesen, hrsg. mit Hoven, Nomos 2017
- Hegels Erben? Strafrechtliche Hegelianer vom 19. bis zum 21. Jahrhundert, hrsg. mit Pawlik und Seelmann, Mohr Siebeck, 2017
- Das Verbot der Auslandsbestechung, hrsg. mit E. Hoven, Nomos 2016
- Lebendiges und Totes in Welzels Verbrechenslehre, hrsg. mit Jakobs, Frisch, Pawlik, Stuckenberg, Mohr Siebeck 2015
- Feuerbachs Bayerisches Strafgesetzbuch. Die Geburt liberalen, modernen und rationalen Strafrechts, hrsg. mit Koch, Löhnig, Pawlik, Mohr Siebeck, 2014